# Material nuclear fértil
Un elemento se dice que es material nuclear fértil cuando, a través de captura neutrónica, se transforma en un material fisionable. Se supone que dicho elemento puede ser utilizado, junto con otro fisible como combustible nuclear en un reactor de fisión.
Solo se consideran fisionables los átomos que experimentan la reacción de fisión estimulada con neutrones de cualquier energía, incluso con neutrones termalizados (de baja energía).
El U-238 puede producir fisiones si el neutrón incidente es de alta energía, pero presenta una energía umbral por debajo de la cual ya no se producen fisiones. Sin embargo si captura un neutrón se obtiene U-239 que es altamente inestable y decae por β- a Np-239 el cual vuelve a desintegrarse obteniéndose finalmente Pu-239. El Pu-239, como el U-235 es fisionable.
Otro material que también es fértil es el Th-232 que por captura neutrónica pasa a Th-233 el cual se desintegra en Pa-233 que finalmente produce U-233, otro isótopo fisionable.